# Бурловино
Бурловино — хутор в Татищевском районе Саратовской области. Входит в состав Вязовского муниципального образования. Основан в 1902 году.

## География
Хутор находится на расстоянии примерно 38 км (по прямой) к северо-востоку от рабочего посёлка Татищево, административного центра района.

### Часовой пояс
Хутор Бурловино, как и вся Саратовская область, находится в часовой зоне МСК+1. Смещение применяемого времени относительно UTC составляет +4:00.

## Население
| 2010 |
| ---- |
| 1    |

## Улицы
На хуторе имеется одна улица — Дачная.